# حزام الكتف
الحزام الكتفي أو الحزام الصدري هو جزء من الجهاز الهيكلي الطرفي يتكون من مجموعة عظام تربط الذراعين بالجسم. يتألف الحزام الكتفي لدى البشر من الترقوة والكتف، بينما يتكون لدى بعض الأنواع من ثلاث عظام: الترقوة والكتف والعظم الغرابي. تملك بعض أنواع الثدييات (مثل الكلب والحصان) لوح الكتف فقط.
يربط الزنار (أو الحزام) الصدري الطرفين العلويين بالجذع كما يربط الزنار الحوضي الطرفين السفليين به. يُعد هذان الحزامان جزءًا من الجهاز الهيكلي الطرفي الذي يربط الأطراف بالهيكل العظمي المحوري.
عند البشر، المفاصل التشريحية الحقيقية الوحيدة بين الحزام الكتفي والهيكل العظمي المحوري هي المفاصل القصية الترقوية على كل جانب. لا يوجد مفصل تشريحي بين لوحي الكتف والقفص الصدري؛ بدلًا من ذلك، هناك اتصال عضلي أو مفصل فيزيولوجي بين الاثنين، ما يسمح بحركة كبيرة لحزام الكتف مقارنةً بحزام الحوض محدود الحركة. لا يشارك الطرف العلوي عادةً في حمل وزن الجسم؛ ولهذا استُغنِي عن الثبات مقابل اتساع مدى الحركة. في تلك الأنواع التي يضم حزام الكتف لديها لوح كتف فقط كالكلب مثلًا، لا يوجد مفصل تشريحي حقيقي بين الطرف الأمامي والقفص الصدري، ويكون الاتصال الوحيد بينهما عبر العضلات.

## عند البشر
حزام الكتف هو الآلية التشريحية التي تجعل جميع حركات الذراع والكتف لدى البشر ممكنة. يتكون حزام الكتف من خمس عضلات ترتبط بالترقوة والكتف وتسمح بحركة المفصل القصي الترقوي (الاتصال بين القص والترقوة) والمفصل الأخرمي الترقوي (الاتصال بين الترقوة والكتف). العضلات الخمس التي يتألف منها حزام الكتف هي العضلة شبه المنحرفة (بأليافها العلوية والوسطى والسفلية)، والعضلة رافعة الكتف، والعضلتان المعينيتان (الكبرى والصغرى)، والعضلة المنشارية الأمامية، والعضلة الصدرية الصغيرة.

### المفاصل
حزام الكتف مركب من خمسة مفاصل يمكن تقسيمها إلى مجموعتين. ثلاثة من هذه المفاصل هي مفاصل تشريحية حقيقية، واثنان منها مفاصل فيزيولوجية (كاذبة). ترتبط المفاصل داخل كل مجموعة ميكانيكيًا بحيث تساهم كلتا المجموعتين في نفس الوقت بحركات الكتف المختلفة بدرجات متغيرة.
تضم المجموعة الأولى المفصل الكتفي العضدي أو الحقاني العضدي، وهو مفصل تشريحي يرتبط ميكانيكيًا بالمفصل الفيزيولوجي تحت الدالي أو المفصل فوق العضدي (مفصل الكتف الثاني) بحيث تؤدي الحركات في المفصل فوق العضدي إلى حركات في المفصل الكتفي العضدي. تضم المجموعة الثانية المفصل الكتفي الضلعي أو الكتفي الصدري، وهو المفصل الفيزيولوجي المهم الذي لا يمكن أن يعمل دون المفاصل التشريحية في المجموعة، وهي المفاصل الأخرمية الترقوية والقصية الترقوية.

#### المفصل الحقاني العضدي
يقع المفصل الحقاني العضدي بين رأس العضد والتجويف الحقاني للكتف، وهو مفصل زلالي عديد المحاور من النوع الكروي الحُقّي. يسمح المفصل الحقاني العضلي للطرف العلوي بحركات التقريب، والتبعيد، والتدوير الإنسي والوحشي، والثني (العطف)، والبسط.

#### المفصل الأخرمي الترقوي
يربط المفصل الأخرمي الترقوي بين الناتئ الأخرمي للكتف والطرف الوحشي للترقوة، وهو مفصل زليلي مسطح. يدور عبر هذا المفصل الناتئ الأخرمي للكتف على الطرف الوحشي للترقوة.

#### المفصل القصي الترقوي
يربط المفصل القصي الترقوي قبضة القص والغضاريف الضلعية بالطرف الإنسي للترقوة، وهو مفصل سرجي زليلي لكنه يعمل كمفصل مستوي. يسمح المفصل القصي الترقوي بمجموعة واسعة من الحركات للكتف ويمكنه رفعها حتى زاوية 60 درجة.

#### المفصل الكتفي الضلعي
المفصل الكتفي الضلعي (المعروف أيضًا باسم المفصل الكتفي الصدري) هو مفصل فيزيولوجي يصل بين الوجه الأمامي للكتف والجانب الخلفي للقفص الصدري، وهو مفصل عضلي بطبيعته تُشكِّله العضلة شبه المنحرفة والمعينية والمنشارية الأمامية، وتلعب العضلة الصدرية الصغيرة دورًا في تحركاته. الحركات الانزلاقية للمفصل الكتفي الضلعي هي الرفع، والخفض، والانكماش (التراجع)، والإطالة (المطل)، وتدوير الكتف للأعلى والأسفل. لا تُعد اضطرابات المفصل الكتفي شائعة جدًا وهي تقتصر عادةً على متلازمة فرقعة الكتف (أو طقطقة الكتف).

#### المفصل فوق العضدي
المفصل فوق العضدي (يُعرف أيضًا باسم المفصل تحت الأخرمي) هو مفصل فيزيولوجي يتشكّل من اتصال الرباط الغرابي الأخرمي برأس العضد، ويتكون من الفجوة بين رأس العضد والناتئ الأخرمي للكتف. تمتلئ هذه الفجوة بالجراب تحت الأخرمي ووتر العضلة فوق الشوك. يلعب هذا المفصل دورًا في الحركات المعقدة التي تنثني فيها الذراع بالكامل في المفصل الحقاني العضدي. على سبيل المثال: عند تغيير المصباح أو طلاء السقف.

### الحركات
يمكن تدوير حزام الكتف من وضعه المحايد حول محور رأسي وهمي في الطرف الإنسي من الترقوة (المفصل القصي الترقوي). تدور الكتف خلال هذه الحركة حول جدار الصدر بحيث يتحرك 15 سم (5.9 بوصة) إلى الوحشي ويدور التجويف الحقاني 40-45 درجة في المستوى الأفقي. عندما تتحرك الكتف إلى الإنسي، فإنها ستكون بمستوى أمامي، بينما يكون التجويف الحقاني متوجهًا مباشرةً إلى الوحشي. في هذا الوضع، سيدور الطرف الوحشي من الترقوة إلى الخلف بحيث تنفتح الزاوية عند المفصل الأخرمي الترقوي قليلًا. عندما تتحرك الكتف إلى الوحشي، فإنها ستكون بمستوى سهمي، بينما يكون التجويف الحقاني متوجهًا مباشرةً إلى الأمام. في هذا الوضع، سيدور الطرف الوحشي من الترقوة إلى الأمام بحيث تصبح الترقوة في المستوى الأمامي. سيغلق هذا الزاوية بين الترقوة والكتف قليلًا، ولكنه سيجعل الكتف أعرض.
يمكن رفع الكتف وخفضها من الوضع ضمن نطاق إجمالي يتراوح من 10 إلى 12 سم (3.9 إلى 4.7 بوصة)؛ في أعلى موقع له، ستميل الكتف بحيث يتجه التجويف الحقاني نحو الأعلى. خلال هذه الحركة، تدور الكتف إلى زاوية قصوى تبلغ 60 درجة حول محور يمر بشكل رأسي عبر العظم أسفل الشوك. يتسبب هذا بتحريك الزاوية السفلية 10 إلى 12 سم (3.9 إلى 4.7 بوصة) وتحريك الزاوية الجانبية 5 إلى 6 سم (2.0 إلى 2.4 بوصة).

### الإصابات
تُعد الكتف مكانًا شائعًا للإصابات، خاصةً إذا كان الشخص يمارس الرياضات الهوائية مثل التنس، وكرة الطائرة، والبيسبول، والسباحة، وما إلى ذلك. وفقًا لإحصائيات بحر الرئيسية المتعلقة بالإصابات، فإن خلع الكتف أو الخلع الجزئي يُمَثِّل نحو 4% من الإصابات لدى البالغين الذين تتراوح أعمارهم بين 20-30 سنة وتعود 20% من إصابات الكتف إلى الكسور. تختلف إصابات الكتف في الشدة اعتمادًا على سن الشخص، ورياضته، وموقعه، وخلل الكتف الوظيفي المتكرر، والعديد من العوامل الأخرى. بعض إصابات الكتف الشائعة الأخرى هي: الكسور التي تطال أي عظم من عظام حزام الكتف (مثل الترقوة)، والالتواءات الرباطية (مثل أربطة المفصل الأخرمي الترقوي أو الأربطة الحقية العضدية)، وإصابات كم المدورات، والتمزقات الشفوية المختلفة، وغيرها من الحالات الحادة أو المزمنة المتعلقة بتشريح الكتف.
قد تكون آلام حزام الكتف حادة أو مزمنة. قد ينجم الألم عن التهاب الأوتار المرتبطة، أو العظام، أو العضلات، أو الأعصاب، أو الأربطة، أو الغضاريف، أو إصابتها. قد يؤدي إصلاح الإصابات القديمة والإجهاد إلى ما يُسمّى الألم الكتفي المعقد.